# Aït Yaâla
Aït Yaâla (en kabyle : Iṯ Yeɛla, en arabe : بني يعلى) ou Beni Yaâla est une tribu originaire de Kabylie en Algérie.

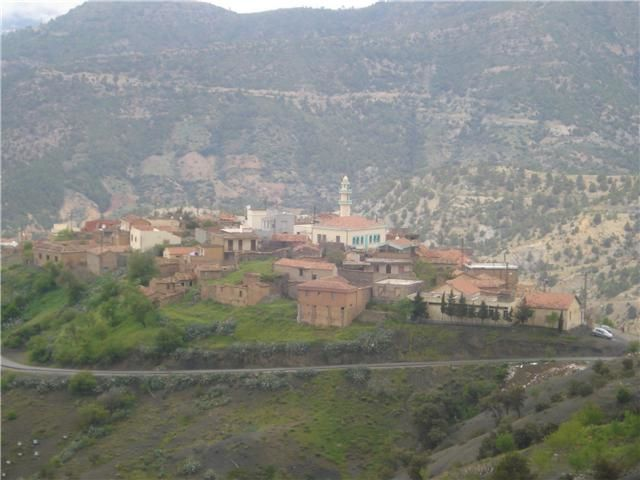
Village de Taourirt Yakoub, emblématique du aarch des Ait Yaala.

## Géographie
Située au Nord-Ouest de la wilaya de Sétif dans la région montagneuse des Bibans, elle est délimitée au nord par Beni Ourtilane, au nord-est par les Babors et au Sud et à l'Ouest par la wilaya de Bordj Bou Arreridj. En outre, la région est bordée par l'Oued Bousselam à l'Est et l'Oued Mhadjer à l'Ouest.
Le relief assez abrupt se décompose de trois éléments longitudinaux. Au sud, la montagne correspond à l’armature même de la région. Au Nord, les Aït Yaâla sont limités par la montagne de Tilla. Entre ces deux reliefs s’étend une zone intermédiaire très rétrécie au milieu.

## Climat et végétation
Les températures les plus basses dans la région des Aït Yaâla correspondent au mois de janvier avec -1 °C. Par la suite, la température croit  régulièrement jusqu’en juillet, mais c’est en août qu’elle atteint son maximum avec 29 °C. Les étés qui auraient pu être très chauds par suite de la continentalité se la région, sont tempérés par l’altitude et l’exposition face au nord. L’altitude et l’éloignement de la mer contribuent à donner des hivers froids. De décembre à mars, la moyenne des températures reste inférieure à 7 °C ; la moyenne des minima des mois d’hiver (décembre, janvier et février) ne dépasse pas 4 °C.
| Mois                              | jan. | fév. | mars | avril | mai | juin | jui. | août | sep. | oct. | nov. | déc. |
| --------------------------------- | ---- | ---- | ---- | ----- | --- | ---- | ---- | ---- | ---- | ---- | ---- | ---- |
| Température minimale moyenne (°C) | −1   | 0    | 2    | 5     | 9   | 15   | 21   | 21   | 16   | 11   | 6    | 2    |
| Température maximale moyenne (°C) | 12   | 13   | 15   | 18    | 22  | 28   | 29   | 29   | 25   | 19   | 14   | 10   |
| Précipitations (mm)               | 80   | 55   | 55   | 55    | 50  | 25   | 10   | 15   | 40   | 45   | 65   | 75   |

La végétation appartient au domaine méditerranéen, mais l’étalement du territoire des Aït Yaâla entre 500 et 1 500 mlaisse prévoir une différenciation par étage, les conditions locales (humidité, exposition et nature des roches) introduisent des nuances.
- L’étage de chêne vert :

Le chêne vert est l’arbre le plus commun. On le rencontre pratiquement à toutes les altitudes et sur tous les terrains. Il possède en effet beaucoup de qualités, dont la résistance aux mutilations et à la sécheresse. Il prospère cependant dans l’étage montagnard où il trouve suffisamment de fraîcheur et d’humidité  ; tous les versants en sont couverts au-dessus de 1 200 m. Ici, on ne lui voit d’autre associé que le genévrier. Son couvert épais réduit le sous-bois à quelques touffes de diss (herbe coupante) et à des genêts épineux.
- L’étage  moyen :

Sur l’horizon  imperméable, l’humidité entretenue par les sols  et l’exposition face au  Nord plus accentué du fait de la forte pente favorise une végétation de type européen les frênes et les ormeaux sont les arbres les plus représentatifs ; les peupliers (blancs et d’Italie) signalent souvent le voisinage des sources  ; les prunelliers les  églantiers subsistent dans les haies ; les ronces y prospèrent plus qu’ailleurs.
La végétation herbacée est représentée par un grand nombre d’espèces. Croissant bien grâce à la culture et à la fumure, elle fournit aux habitants leur coupe de foin annuelle. Ailleurs, elle reste maigre dans la montagne à cause du déboisement et du pacage, au sahel parce que le sol schisteux est sec.
- L’oléolentisque et le  pin :

Dans le sahel pousse un grand nombre d’essences méditerranéennes dominées par l’olivier et le lentisque. Le premier est greffé tandis le second subsiste encore de part et d’autre des sentiers, et parfois à la limite des champs. Les lambeaux du Sahel ayant échappé aux défrichements présentent en outre des caroubiers et une profusion d’arbrisseau comme le ciste cotonneux, le romarin, le genêt et le genêt-jonc. 

## Origine et peuplement
Malgré son supposé isolement, la région des Aït Yaâla a accueilli bon nombre de personnes venues chercher refuge. Dans sa monographie sur la tribu des Beni Yala, Mouloud Gaid a repris les sources locales en les combinant aux récit d'Ibn Khaldoun pour tenter de retrouver l'origine des tribus de la région. Ainsi, il fit remonter l'histoire des Béni Yala à la période où les populations de la Kalaa de Beni Hammad comme celles qui l’avoisinaient commencèrent à émigrer dès les premiers signes de l’arrivée des Beni-Hillal. Les départs s’accentuèrent au fur et à mesure que les princes eux-mêmes quittaient le pays. La ville fut totalement abandonnée en 1152. 
Des populations se fixèrent dans les montagnes voisines, d’autres remontèrent vers le nord, jusqu’aux points les plus lointains des Kabylies, sur tout le territoire des Beni-Hammad, dans le Djurjura, les Biban et les Babor, constituant une ceinture de sécurité autour du royaume de Bejaia. Selon la tradition orale, c'est à partir d'une source trouvée par son bouc, que Yaâla, patriarche des tribus actuelles décida de s'installer dans la région. Les Beni Yala, bénéficièrent des apports et sa population s’enrichit d’hommes lettrés, pieux, disposés à communiquer leur savoir et leur science. La connaissance de l’Islam s’enrichit alors de nouvelles données qui fit que les Beni-Yala devinrent un centre culturel très renommé dans la principauté de Béjaïa à l’époque des Hafsides en particulier.